# Město a hvězdy
Město a hvězdy je vědeckofantastický román britského spisovatele Arthura C. Clarka vydaný v roce 1956. V anglickém originále se kniha jmenuje The City and the Stars. Dílo je přepisem autorova staršího románu Proti pádu noci.
Kniha vyšla česky v nakladatelství Laser-books v roce 1992 a Baronet v roce 2005 .

## Námět
Mladý muž Alvin vyšel ze Sálu stvoření do města Diaspar, jehož obyvatelé jsou přesvědčeni, že žijí v jediném lidském sídle na Zemi. Lidská zvědavost a touhy po nových objevech zakrněly, město nabízí vše, co jeho konformní společnost potřebuje. Alvinovi tyto možnosti nestačí, touží poznat to, z čeho mají ostatní panický strach - venkovní prostor za zdmi města.

## Historie románu
Dílo Město a hvězdy vzniklo přepisem autorova románu Proti pádu noci, s nímž A. C. Clarke nebyl (na rozdíl od velké většiny čtenářů) nikdy zcela spokojen. Příležitost k revizi původního díla nadešla během plavby z Anglie do Austrálie, když Clarke uspořádal podvodní expedici na Velký bariérový útes s Mikem Wilsonem. Text byl dokončen v Queenslandu mezi výpravami na Velký bariérový útes a do perlonosných polí v Torresově průlivu a poprvé vyšel v nakladatelství Harcourt, Brace & World v r. 1956. 
Autor předpokládal, že nový román Město a hvězdy zcela nahradí svého předchůdce Proti pádu noci, ale mnoho čtenářů zachovalo přízeň i staršímu dílu. Obě knihy se dočkaly dalších vydání.

## Děj románu
Alvin se cítí mezi svými vrstevníky nesvůj. Před 20 lety vyšel ze „Sálu tvoření“ a nyní se přehoupl do další etapy svého života. Za jeho rodiče byli vybráni Etanie a Eriston, kteří se o něj starali tak, jak je od osob plnících tuto funkci vyžadováno. Alvin cítí, že je jiný než ostatní, zajímá se o věci, které ostatní děsí a naopak různé společenské konvence mu mnoho neříkají. Jeho učitel Jeserac mu prozradí, že je unikátní tím, že se v Diasparu „narodil“ poprvé, ostatní už prodělali mnohočetný cyklus znovuzrození.
Alvin silně pociťuje svou odlišnost. Láká jej venkovní prostor, své procházky směřuje k hradbám města, kde se v noci dívá na rozprostírající se poušť a na hvězdy (samotné město je v noci osvětleno). Přemýšlí, jak by se dalo z města uniknout. Pomůže mu Khedron - šašek, jenž jej vezme do ústředí Rady. Zde si může Alvin prohlédnout model města, jak je uložen v paměti počítače. Pomocí projektoru prozkoumá venkovní zdi a je zklamán, žádný východ nenalezne. S Khedronem využijí možnosti počítače a dají zpětný chod historie města. Město se na monitoru přetváří, pulzuje, až se scvrkne do miniaturní plochy. Z raných časů zůstal v současnosti zachován pouze centrální park. Zdá se, že může poskytnout vodítko pro další pátrání. Oba dobrodruzi se vydají do nedalekého mauzolea Yarlana Zeye - zakladatele parku (a podle mnohých i města). Netuší, že jsou sledováni Alystrou - dívkou Alvina. Naleznou zde šachtu vedoucí do podzemní stanice dopravního systému. Aktivní je pouze trasa do Lys. Khedron nedokáže překonat svou „vrozenou“ fobii a tak do dopravního prostředku nastoupí jen Alvin. Khedron se vrací do mauzolea, kde na něj čeká Alystra. Netuší, co se stalo s Alvinem a když jí šašek není schopen dát uspokojivou odpověď, umíní si, že to zjistí sama.
Alvin přijíždí do Lys. Khedron vyslovil domněnku, že Lys bude velmi podobné Diasparu, ale mýlil se. Není zde žádné město, jen vesničky obývané lidmi, kteří se věnují zemědělství a chovu, stroje používají jen v nejnutnějších případech. Alvin je přijat Seranis, představenou vesničky Airlee v Lys. Místní lidé vypadají zdravě, vitálně a navíc mají schopnost telepatie. Řeč používají pouze děti - které v Diasparu nejsou a dospělí při rozmluvě s Alvinem. Alvin se dozví, že se sice může vrátit do Diasparu, ale bude mu vymazána paměť, Lys tak chce bránit svou nezávislost. Alvinovi se zdá, že to není vše a rád by záhadě přišel na kloub. Je udiven, že se Lys natolik obává o své bezpečí. Souhlasí, že se jistou dobu zdrží a pozná zdejší zvyky a prostředí. Seranis mu poskytne lekci z historie.
Po aklimatizaci v novém prostředí se nový návštěvník vydává s Hilvarem, synem Seranis na výpravu po Lys. Dostanou se až k Shalmirane, pradávné pevnosti, která nebyla nikdy dobyta a to zažila i útok Nájezdníků. Pevnost je ponořena v temném jezeře, které je Alvinovi i Hilvarovi něčím podezřelé. Žije v něm již miliardu let obrovský polyp, jenž je tvořen mnoha koloniemi. Prodělává obdobné znovuzrození jako lidé v Diasparu, ale přirozenou cestou. Polyp je věrným následníkem Mistra, dávného náboženského mesiáše, jenž dokázal obrátit na svou víru příslušníky lidstva i mimozemských druhů. Mistr byl vyhnán z rodné Země a když se vrátil, měl sebou i své následovníky. Neustále zmiňoval „Velké“, kteří se odebrali mimo známý vesmír, ale kteří se podle jeho slov jednou vrátí. Přikázal svým vyznavačům, aby je přivítali, až jednoho dne přijdou. Dlouhověký polyp se poslušen jeho slov snaží o kontakt pomocí robota, kterého tu Mistr zanechal, ale doposud nepřišla žádná odpověď. Alvina vznášející se robot zaujme, musí znát spoustu tajemství z dávné minulosti. Robot však nemluví, jeho řečové schopnosti byly zablokovány Mistrem, jenž si nepřál, aby tento svědek mnoha událostí vydal svá mystéria. Polypa čeká přechod do nevědomé fáze své existence a tak souhlasí, aby robot následoval Alvina.
Hilvar a Alvin se společně vracejí do Airlee, kde na ně čeká Seranis. Oznamuje Alvinovi, že jí je líto, ale situace se změnila, Lys se cítí ohroženo nastalými událostmi po příchodu Alvina. Bude mu vymazána paměť. Alvin nyní cítí, že správnou cestou do budoucna by byla vzájemná spolupráce obou oddělených civilizací. S pomocí robota se vrátí zpátky do Diasparu, aniž by přišel o své vzpomínky.
V Diasparu se událo několik věcí. Šašek se odebral do paměťové banky, neboť se mu věci vymkly z ruky a on nedokázal čelit nové neznámé situaci. Po městě se navíc pohybují cizinci z Lys, kteří mají za úkol odstranit vzpomínky z myslí lidí, kteří věděli o Alvinově plánu. Avšak díky Alystře je o tom informováno příliš mnoho lidí. Alvin je předveden před Radu, kde má promluvit o svém zmizení. Lidé zpočátku nejsou schopni pojmout jeho tvrzení, ale jasný důkaz - cizí robot - je příliš přesvědčivý. Alvin poukazuje na všeobecný strach obyvatel města, kteří se ukrývají před již neexistujícím nebezpečím a nechtějí překonat své po miliony let zažité návyky. Vyžádá si konfrontaci centrálního počítače s neznámým robotem. Je dopraven i s robotem do sálu, kde požádá počítač o zrušení jeho bloku řeči. Stroj může po mnoha milionech let promluvit.
Alvin vyslechne usnesení Rady. Nebude nijak potrestán za opuštění Diasparu, město si cení toho, že poukázal na slabinu. Nechá zatím uzavřít přístup k podzemní dráze. Tedy žádný pokrok směrem ke sblížení oddělených společenství. Alvin přijme rozhodnutí v klidu, jeho učitel Jeserac tuší, že už má něco v záloze. Je to tak, Alvin vezme svého lektora do věže Loranne, kde robot vzkřísí v písku pohřbenou kosmickou loď Mistra. Jeserac překoná svoji bázeň k otevřenému prostoru a stane se svědkem Alvinova odletu. Neodletí s ním, Alvin jej poprosí, aby informoval Radu, že její zákaz byl marný.
„Cestu jednou otevřenou není možné zavřít pouhým zákazem.“
Alvin směřuje do Lys, tentokrát je opatrnější a vyšle svého robota. Setká se s Hilvarem a dozví se, že se koná konference. Zde vystoupí a promluví o Diasparu. Doufá, že si lidé uvědomí, že vzájemnou izolací se zmenšuje šance na lepší budoucnost. Ukáže představenstvu Lys kosmickou loď, s Hilvarem podnikne krátký let k Shalmirane.
Ledy se pohnuly, delegace Lys se chystá do Diasparu. Alvin se vydává se svým přítelem Hilvarem na pátrání po inteligentních bytostech. Instruují robota, aby dopravil jejich vesmírné plavidlo k Sedmi sluncím. Sedm sluncí je pravidelný šestiúhelník stejně jasných hvězd s jedním centrálním sluncem. Je zřejmé, že je to dílo nějakého inteligentního druhu. Badatelé pátrají na planetách centrální hvězdy, ale nacházejí pouze ruiny a mrtvé světy. Výjimkou je planeta s divokou vegetací, na níž zuří nelítostný boj o přežití mezi jednotlivými druhy. Když se zdá, že nenarazí na žádnou stopu po inteligenci, objeví se zvláštní stvoření Vanamond. Nejeví nepřátelské úmysly a zná mnoho z minulosti. Vanamond nemá fyzickou podobu, je pouhou myšlenkou a možnosti jeho vědění se zdají být nedozírné. Alvin s Hilvarem se vracejí na Zemi, Vanamond už je předstihl a nyní ho zkoumají mentalici z Lys. Zrekonstruují z jeho odpovědí historii lidského druhu.
Impérium bylo tvořeno mnoha mimozemskými druhy a trvalo minimálně miliardu let. Vědci mnoha sjednocených civilizací Impéria dospěli k závěru, že vytvoří čistou inteligenci zbavenou hmoty. Experiment se nepodařil a vznikla „Šílená mysl“, která pustošila vesmír. Nebylo možno ji zničit, byla nesmrtelná. Impériu se podařilo za cenu odčerpání obrovské energie z hvězd odklidit „Šílenou mysl“ na okraj Galaxie do umělé hvězdy zvané „Černé slunce“, kde stále přetrvává. Experiment s vývojem ryzí inteligence pokračoval, ačkoli měl řadu odpůrců. Tentokrát se zdařil a dal vzniknout Vanamondovi. Impérium se záhadným způsobem přemístilo mimo kosmos a prostor. Jednou se možná vrátí. Ve vesmíru zůstalo jen několik starších druhů, které nechtěly opustit své domovy. Člověk se začal izolovat na své planetě a vytvořil legendy o Nájezdnících, které vycházely ze zápasu se „Šílenou myslí“. Shalmirane bylo vytvořeno za účelem zničení Měsíce, který se začal nebezpečně přibližovat k povrchu zemskému. Dvě enklávy, které přežily eony věků - Lys a Diaspar - byly deformovány strachem a zděděnými mýty.
Nyní se před oběma společenstvími otevírá nová budoucnost, v níž obě mají potenciál odvrhnout své komplexy z minulosti. První kroky již byly podniknuty. Lysský psycholog Gerane programuje v Diasparu „Ságy“ - virtuální reality, aby se s jejich pomocí obyvatelé Diasparu pokoušeli odstranit svou agorafobii. Prvním, komu se to podaří je Alvinův učitel Jeserac.
Alvin sám ví, že jeho budoucnost neleží ve hvězdách, nýbrž na Zemi. Možná člověk jednoho dne opět získá to, co ztratil, ale nyní na něj čeká mnoho práce na Zemi. Je potřeba zastavit postup pouští a obnovit oceány. Hilvar ví, že osud známého vesmíru bude záležet na Vanamondovi, protože až se jednou vyčerpá energie „Černého slunce“ a „Šílená mysl“ se dostane z jeho zajetí, bude to právě Vanamond, který se s ní bude muset utkat.
| „                                   | Objevil se nový herec, který by mohl naposledy spustit oponu za hrou, která už měla příliš mnoho dějství. | “ |
| — Arthur C. Clarke - Město a hvězdy | |   |

## Prostředí

### Postavy
- Alvin - hlavní postava příběhu. Mladík, jenž se odlišuje od ostatních, neboť neprošel reinkarnacemi. Je „Odlišný“ - je to jeho první zrození v Diasparu. Domnívá se, že účelem existence „Odlišných“ bylo vytvoření dlouhodobé pojistky proti stagnaci města, zatímco šašek hraje pouze krátkodobou roli. Alvin se snaží vypátrat svůj původ a rozkrýt mlhavou clonu minulosti.
- Alystra - Alvinova přítelkyně. Je tvrdohlavá stejně jako Alvin a i když postrádá jeho zápal pro věci mimo město, hodlá si Alvina udržet.
- Eriston - „otec“ Alvina.
- Etanie - „matka“ Alvina.
- Gerane - senátor a psycholog z Lys, programuje „Ságy“ tak, aby jejich projekce pomáhala překonat strach Diasparských z volného prostoru.
- Hilvar - syn Seranis, stane se blízkým přítelem Alvina.
- Jeserac - Alvinův starý učitel. Vzdělává svého svěřence v záležitostech týkajících se města.
- Khedron - „šašek“. Jeho rolí v Diasparu je vnášet určitý (kontrolovaný) prvek chaosu do řádu města. Jen mírně nabourává zavedený systém, je to „kritik, nikoli revolucionář“ jako Alvin. Má určitá privilegia. Pomáhá Alvinovi nalézt cestu z města.
- Seranis - představená vesničky Airee v Lys.

### Město Diaspar
- Historie

Město Diaspar existuje už více než 1 000 000 000 (1 miliardu) let. Lidé dříve obývali zemský povrch a vydávali se do kosmu, vybudovali Galaktické impérium, ale po střetu s Nájezdníky byli nuceni uchýlit se zpátky na svou mateřskou planetu a své síly vrhli do vybudování velkého města, které odolá toku času. Legenda tvrdí, že lidé uzavřeli s Nájezdníky dohodu - ponechají si svou planetu a jim přenechají vesmír. Během tisíciletí vybudovali dokonalý hermeticky uzavřený mikrosvět, v němž není nouze ani nedostatku. Postupem času si vypěstovali fobii z otevřeného prostoru a zapomněli mnohé ze své minulosti.
- Uspořádání města

Diaspar má dokonalé samoopravovací systémy a je řízeno centrálním počítačem. Jakákoli porucha je ihned odstraněna, opotřebení taktéž. Ve městě se nachází Hlavní elektrárna a palác Rady - jedna z největších budov ve městě, v němž pracují roboti a stroje, faktičtí administrátoři Diasparu. Do paláce Rady není povolen vstup každému, je to jeden z mála zákazů ve městě. Nacházejí se zde matrice v paměťových bankách uchovávající informace o všech obyvatelích, změnách v architektuře města atp.
Centrem města je zelený park o průměru 3 mil, tady se scházejí všechny pohyblivé i nepohyblivé cesty. Jeho tvůrce Yarlan Zey zde má hrobku, která je klíčem k opuštění města. Šachtou se lze dostat do podzemí, kde je stanice dopravního systému spojující Diaspar s Lys (toho před Alvinem využilo pouze několik lidí). Jedním z nejvyšších bodů je věž Loranne na okraji města.
Město před okolními vlivy chrání Pole, které zajišťuje i umělé osvětlení během noci.
- Obyvatelé a společnost

Obyvatelé Diasparu se dožívají kolem 1000 let. Bylo by možno žít i déle, ale tato doba stačí na to, aby mozek pojal maximum informací, poté je třeba vymazat vzpomínky a opustit existenci. Díky velmi vyspělé technologii lidé prakticky dosáhli nesmrtelnosti, naučili se přechovávat informace v tzv. matricích, které jsou uchovávány. Za několik tisíc let může být člověk opět oživen, bez vzpomínek. Ty se mu postupně vrací v pozdějším věku. V Diasparu žije stabilně pouze 1 procento obyvatel, ostatní odpočívají v paměťových bankách. Je to určitá cirkulace, cyklicita obyvatel města. Reinkarnovaným lidem jsou přiděleni opatrovníci - „rodiče“, kteří jim věnují část svého času po dobu prvních 20 let. Každý v Diasparu už prodělal mnoho reinkarnací, včetně Šaška. Jednou za dlouhou dobu se vyskytne člověk - tzv. „Odlišný“, který ještě nikdy dříve nežil - takovým případem je po 10 000 000 let i Alvin. Odlišných bylo před Alvinem v historii Diasparu celkem 14 a všichni zmizeli.
Model lidského těla je po celou dobu existence uložen v paměťové bance, proto se změnilo jen mírně. Zmizelo ochlupení, zuby a nehty, pouze vlasy zůstaly. Protože odpadlo biologické rozmnožování, zmizel i pupek. Mužům se penis uložil dovnitř těla. Zmizela i potřeba spánku, lidé spí jen výjimečně po velmi namáhavém duševním výkonu.
Přestože obyvatelé Diasparu oplývají vysokou inteligencí a město je proti stagnaci pojištěno (např. osoba Šaška, mírné změny v uspořádání), Alvinovi se zdá, že lidé mají omezené zájmy. Věnují se sice různým filozofickým otázkám, debatám s centrálním počítačem, luštěním logických paradoxů, ale naprosto pozbyli zvědavost a touhu po dobrodružství. Téměř každý člen společnosti se stává v určitém období života umělcem a tvoří více či méně zdařilá díla, jakmile si však má představit otevřený prostor, jímá ho strach. Pěstují se i sporty (mnohé jsou ulehčeny díky ovládání gravitace), lidé se vydávají na dobrodružství do tzv. „Ság“ - umělých realit.

### Společenství Lys
- Historie

Lys vzešlo z odlišné civilizace než Diaspar. Na počátku jeho historie byla malá společenství tvořená lidmi, kteří necítili potřebu sdílet městskou kulturu s mnoha miliony dalších. Lys se rozrostlo a vytvořilo nezávislou společnost opírající se o sílu mysli. Jeho obyvatelé ovládli telepatii a rozšířili tak propast mezi sebou a městskými společenstvími. Lys mělo vůdčí roli během velkých krizí, jeho vědci zničili Měsíc, jenž svým přibližováním se ohrožoval Zemi. Podle legend se v bitvě o Shalmirane Lys postavilo Nájezdníkům. Později si zabezpečilo svou nezávislost a důsledně si ji chrání do současnosti. Ačkoli sem přicházeli v dobách Úsvitu lidé z měst a byli přijati, v dobách jejich úpadku se Lys nevměšovalo do záležitostí metropolí. Postupně kontakt ochabl, vzdušná doprava ustala a zbyla pouze jediná cesta - podzemní dopravní systém z Diasparu.
- Poloha

Lys je tvořeno mnoha vesničkami v přírodě. Je obklopeno mohutným horským řetězcem. Každá vesnička má svá specifika. Nejblíže podzemní dráze je vesnice Airlee. Další zmíněnou vesnicí v Lys je Grevarn.
- Obyvatelé a společnost

Obyvatelé v Lys ovládají telepatii, čili nepotřebují používat ve vzájemné komunikaci řeč. Ta přežila pouze díky oblibě zpěvu. Obvyklou řečí hovoří pouze děti. Obyvatelé pěstují zeleninu a ovoce. Nejběžnějším způsobem dopravy je pěší chůze. Jedná-li se o delší vzdálenost, využívají zvířata. Stroje používají pouze v nejnutnějších případech. Lidé se zde rodí a umírají přirozeným způsobem po dosažení cca 200 let. V ohrožení jsou schopni působit společně mocnou telepatickou silou.
Lys ponechávalo podzemní dráhu z Diasparu otevřenou, občas z města někdo utekl do Lys a zde přispěl něčím hodnotným.

## Poznámky

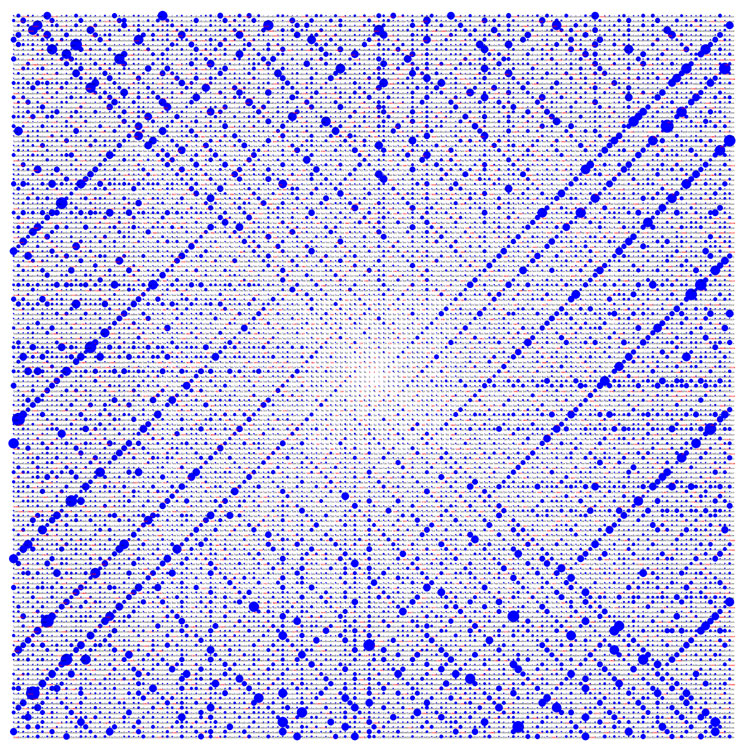
Ulamova spirála